# Fritz London
Fritz Wolfgang London (Wrocław, 7 de março de 1900 — Durham, 30 de março de 1954) foi um físico estadunidense nascido na Alemanha.

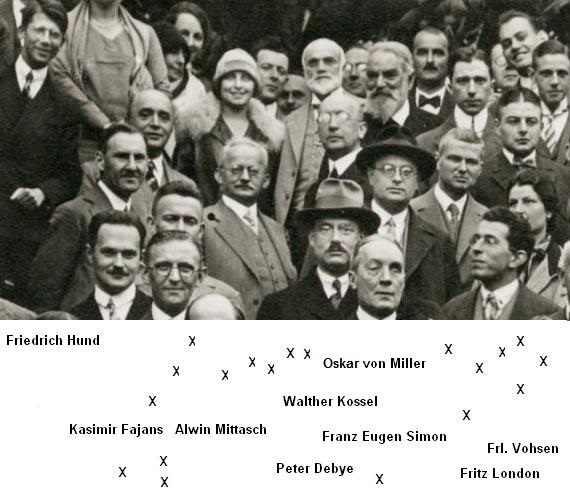
Fritz London, maio de 1928 em Munique

Seus trabalhos com Walter Heitler relativos à ligação química são nos nossos dias tratados em todos os livros de físico-química. O artigo científico elaborado juntamente com Heitler foi o primeiro a explicar apropriadamente a ligação numa molécula homonuclear como é o H2. Não é coincidência que o trabalho destes dois cientistas tenha aparecido após a introdução da mecânica quântica por Werner Karl Heisenberg e Erwin Schrödinger, isto porque a mecânica quântica era fulcral para a explicação da ligação covalente. Outro ingrediente indispensável foi a descoberta de que os electrões são indistinguíveis, como expresso pelo princípio de exclusão de Pauli.